# Wiltoncultuur

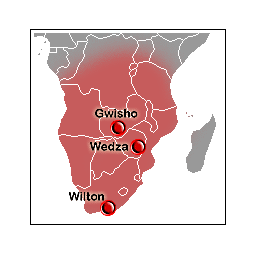
Verspreiding van de Wiltoncultuur met belangrijkste vindplaatsen

De Wiltoncultuur is een archaeologische cultuur voor het eerst geïdentificeerd in Wilton, een dorp in de provincie Oost-Kaap (Zuid-Afrika), en kort daarna elders in Oost-Mashonaland (Zimbabwe).
De Wiltonmensen verspreidden zich over Centraal- en Zuidelijk Afrika van het 6e millennium v.Chr. tot de komst van de Bantoevolken net voor het 1e millennium v.Chr. In marginale zones zou de cultuur, hoewel sterk veranderd, zelfs overleven tot in de 13e eeuw.
Ze wordt gerekend tot de Afrikaanse Later Stone Age.

## Kenmerken
De Wiltoncultuur is er oorspronkelijk een van jager-verzamelaars. Er is een overvloedig gebruik van microlieten (segmenten en trapeziums) en waarschijnlijk kende men vanaf het begin de pijl-en-boog. Andere stenen werktuigen zijn kleine schrabbers, boren waarmee sieraden van schelpen en struisvogeleierschalen gemaakt werden, en een soort van getande schijven.
Na verloop van tijd werden sommige beginselen van landbouw en veeteelt overgenomen, zoals het gebruik van met doorboorde kiezels verzwaarde graafstokken, gepolijste bijlen en aardewerk. Ook zijn er in de late fase voorbeelden van het gebruik van ijzer.
Ondanks haar langdurige bestaan werd de cultuur geleidelijk door de Bantoes naar marginale gebieden verdreven. De voorouders van de San en de Khoikhoi in Botswana en Namibië zijn aldus mogelijk in de Kalahari gevlucht waar zij tot op heden overleven.
De Wiltonmensen begroeven hun doden in grotten, zoals in de West-Kaap en Drakensbergen in Zuid-Afrika, waar ze een rijke rotskunst ontwikkelden. Elders werden grafheuvels gebruikt, waarbij in hurkhouding begraven werd (hurkgraf). Hierbij vindt men beschilderde stenen in een vergelijkbare stijl.